# چوی تائه اوک
چوی تائه اوک (کره‌ای: 최태욱؛ زادهٔ ۱۳ مارس ۱۹۸۱) یک بازیکن فوتبال بازنشسته اهل کره جنوبی است.
وی همچنین در تیم ملی فوتبال کرده جنوبی بازی کرده، و عضو این تیم در جام جهانی ۲۰۰۲ بوده است.